# Corey Sanders
Corey Jerrod Sanders Jr. (Lakeland, Florida, 17 de abril de 1997) es un baloncestista estadounidense que actualmente es jugador de los Cimarrones del Chocó de la Liga Profesional de Baloncesto de Colombia. Con 1,88 metros de estatura, juega en la posición de base.

## Trayectoria deportiva

### Universidad
Jugó tres temporadas con los Rutgers de la Universidad Rutgers, en las que promedió 14,6 puntos, 3,6 rebotes, 3,5 asistencias y 1,4 robos de balón por partido. Al término de su temporada júnior se declaró elegible para el Draft de la NBA, renunciando a su último año universitario.

### Profesional
Tras no ser elegido en el draft de la NBA de 2018, en octubre firmó un contrato con los Rio Grande Valley Vipers de la NBA G League, pero fue despedido sin llegar a debutar. No fue hasta enero de 2019 cuando pudo debutar como profesional, con el Mega Basket Georgia.
Regresó a su país para firmar en diciembre de 2019 con los Lakeland Magic de la G League, pero solo llegó a disputar dos partidos en los que promedió 8 puntos y 3,5 rebotes, ya que en enero de 2020 se comprometió con el U. D. Oliveirense de la Liga Portuguesa de Basquetebol. Con el equipo portugués pudo disputar siete partidos antes del parón por la pandemia del coronavirus, en los que promedió 10,3 puntos y 5,1 asistencias.
El 6 de mayo de 2020 cambió de aires y fichó por el Astoria Bydgoszcz de la PLK polaca.
El 12 de julio de 2021, firma por el Pallacanestro Trieste de la Lega Basket Serie A.
El 2 de enero de 2022, firma por el Lavrio B.C. de la A1 Ethniki griega.
Entre octubre de 2022 y noviembre de 2023, Sanders jugó para el Sokół Łańcut de la Polska Liga Koszykówki.